# Os Romanos Entre Nós
Os Romanos Entre Nós foi uma série de televisão sobre o Império Romano e os vestígios da sua presença em Portugal, apresentado por Octávio da Veiga Ferreira.

## Episódios
| Título                                      | Dia                    | Refs.         |
| ------------------------------------------- | ---------------------- | ------------- |
| Idade do Ferro                              | 24 de outubro de 1983  | [ 2 ] [ 3 ]   |
| Morte e Ressurreição das Cidades do Vesúvio | 31 de outubro de 1983  | [ 4 ] [ 5 ]   |
| A Cidade Romana                             | 7 de novembro de 1983  | [ 6 ] [ 7 ]   |
| A Religião Romana                           | 14 de novembro de 1983 | [ 8 ] [ 9 ]   |
| Aspetos da Vida Económica                   | 21 de novembro de 1983 | [ 10 ] [ 11 ] |
| Arte                                        | 28 de novembro de 1983 | [ 12 ] [ 13 ] |